# Banca della Repubblica di Haiti
La Banca della Repubblica di Haiti (in haitiano Bank Repiblik Ayiti ed in francese Banque de la République d'Haïti), è la banca centrale di Haiti. La sua funzione principale è quella di regolare il sistema bancario del Paese.
Fu fondata nel 1979 dalla Banca Nazionale della Repubblica di Haiti, che era stata la banca di emissione del paese dal 1910,

## Storia
Una legge haitiana del 1880 consentiva la concessione di una concessione di emissione di valuta a una banca privilegiata, e la Banca Nazionale di Haiti fu successivamente fondata a Parigi all'inizio del 1881 dalla banca francese Crédit Industriel et Commercial. 

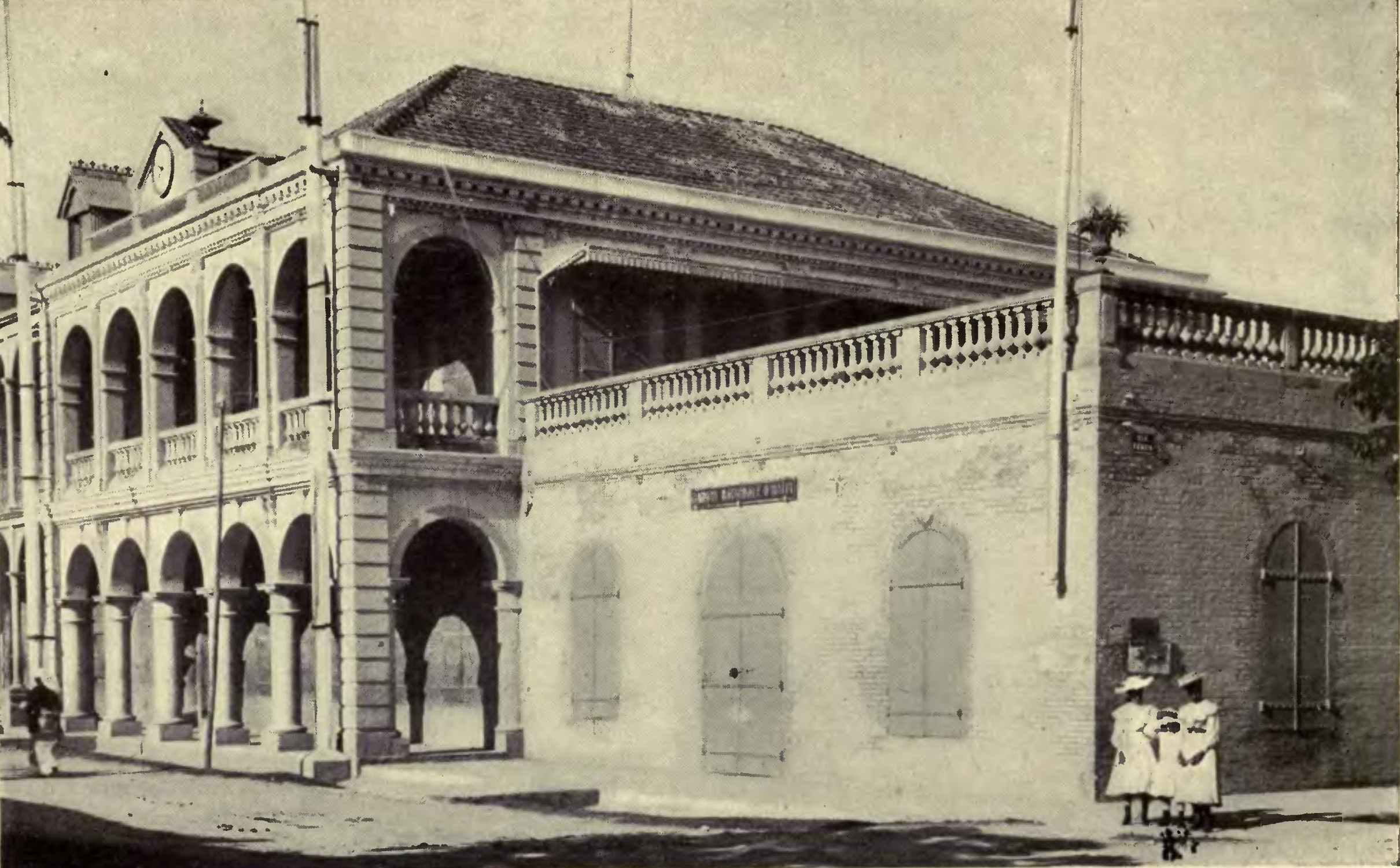
Banca nazionale di Haiti, 1907

Nell'ottobre del 1910, la concessione di emissione fu trasferita a una nuova banca, la Banca Nazionale della Repubblica di Haiti (BNRH), formata da un consorzio di interessi francesi, tedeschi e americani. La National City Bank di New York rilevò la BNRH in seguito all'occupazione statunitense di Haiti, e ne ottenne la piena proprietà nel 1919. Nel 1935, il governo haitiano acquisì la BNRH dalla National City Bank.
Nel 1979, la BNRH fu divisa in due istituzioni finanziarie: la Banque nationale de crédit (BNC), una banca commerciale, e la Banca della Repubblica di Haiti.
La banca centrale di Port-au-Prince fu presa d'assalto durante le rivolte haitiane del 2024. L'attacco fu respinto dalle guardie di sicurezza della banca, causando la morte di 3 persone.

### Elenco dei Presidenti
Nel corso della sua storia, il haiti ha avuto 23 presidenti di banche centrali, i più recenti dei quali sono elencati di seguito.
| Rango | Nome              | Mandato                          |
| ----- | ----------------- | -------------------------------- |
| 18    | Fritz Jean        | (Febbraio 1998 - Agosto 2001)    |
| 19    | Venel Joseph      | (Agosto 2001 - Aprile 2004)      |
| 20    | Raymond Magloire  | (Aprile 2004 - Settembre 2007)   |
| 21    | Charles Castel    | (Settembre 2007 - dicembre 2015) |
| 22    | Jean Baden Dubois | (Dicembre 2015 - Ottobre 2023)   |
| 23    | Ronald Gabriel    | (Da ottobre 2023)                |